# Phoneutria fera
Phoneutria fera è una specie di ragno della famiglia Ctenidae endemico del Sud America (Colombia, Ecuador, Perù, Brasile, Suriname e Guyana). È comunemente noto come ragno errante del Brasile o il ragno delle banane, sebbene questi nomi siano applicati ad altre specie del genere Phoneutria, in particolare alla specie Phoneutria nigriventer. P. fera tende a trascorrere la maggior parte del suo tempo nella bassa vegetazione durante il primo periodo di vita e trascorre più tempo a terra una volta che diventa più grande. Questo è più comune nelle femmine, poiché di solito sono più grandi dei maschi.